# Den store stilhed
|  | Denne artikel er oprettet af botten Steenthbot ud fra en ekstern database. Den kan derfor have sproglige fejl eller mangler. Denne skabelon kan fjernes efter kontrol af indholdet. |

Den store stilhed er en dansk spillefilm fra 2022 instrueret af Katrine Brocks.

## Handling
29-årige Alma lever et stille liv i et moderne katolsk kloster og skal til at aflægge sine evige løfter som nonne, da hendes storebror Erik uventet opsøger hende efter mange års adskillelse. Erik vil have sin del af arven fra deres afdøde far, men hans tilstedeværelse åbenbarer en mørk hemmelighed, som Alma har gjort alt for at skjule. I takt med at ceremonien nærmer sig, bliver Alma hjemsøgt af minder og tvivl, og hun har pludselig svært ved at mærke den Gud, som hun har satset på skulle frelse hende.

## Medvirkende
- Kristine Kujath Thorp, Søster Alma / Silje
- Elliott Crosset Hove, Erik
- Karen-Lise Mynster, Moder Miriam
- Diêm Camille, Søster Martha
- Petrine Agger, Søster Dorothea
- Bodil Lassen, Søster Elisabeth
- Thomas Søndergaard, Isak
- Joen Højerslev, Fader Michael